# Sydafrikanskt piggsvin
Sydafrikanskt piggsvin (Hystrix africaeaustralis) är en däggdjursart som beskrevs av Peters 1852. Hystrix africaeaustralis ingår i släktet egentliga piggsvin och familjen jordpiggsvin. IUCN kategoriserar arten globalt som livskraftig.
Inga underarter finns listade i Catalogue of Life. Wilson & Reeder (2005) skiljer mellan 2 underarter.

## Utseende
Arten blir med svans 71 till 76 cm lång och den väger 12 till 18 kg. Liksom hos andra piggsvin är bålens ovansida täckt av långa taggar som är försedda med band i svart och vit, dessutom är några mindre taggar inblandade. På huvudet och på halsens topp samt sidorna förekommer en man av långa hår. Andra delar av kroppen är täckta med mer eller mindre styva hår. Vid båda sidor av nacken kan det finnas en bredare vit strimma. Taggarna vid svansen är delvis ihåliga och de rasslar vid hastiga rörelser. Individer som känner sig hotade kan rikta upp taggarna.

## Utbredning och habitat
Piggsvinet förekommer i södra Afrika från Kongo-Brazzaville och Kenya till Sydafrika. Arten vistas i mera öppna habitat som busk- och gräsmarker. Den undviker täta skogar.

## Ekologi
Vanligen bildar ett föräldrapar och ungarna från olika kullar en liten flock som delar samma bo (eller upp till tre bon) i reviret. Boet övertas vanligen från jordsvinet (Orycteropus afer) och modifieras av piggsvinet. Tunnelsystemet är komplext med många ingångar och flera kamrar. Individerna är aktiva på natten och de äter olika växtdelar. Ofta gräver arten i marken för att komma åt rötter och rotfrukter. I regioner med jordbruk äter den bland annat potatis, pumpa, majs och frukter som ligger på marken. Sydafrikanskt piggsvin kan äta några växter som är giftiga för människor och boskapsdjur. Arten gnager gärna bark från Burkea africana och från andra träd. Träden har efteråt mindre motstånd mot bränder.
Honor kan vara brunstiga under olika årstider. Under andra tider är vaginan täckt med en membran. De flesta ungar föds under sommaren efter 93 eller 94 dagar dräktighet. Ofta föds bara en unge per kull men tvillingar och trillingar förekommer likaså. Nyfödda ungar har redan korta mjuka taggar. De diar sin mor 3 till 4 månader. Även fadern deltar i uppfostringen, till exempel genom att bevaka ungarna när de vistas utanför boet. Skulle ungarna under de första månaderna falla offer för ett rovdjur kan honan få ytterligare en kull under samma år.
Hanar och honor blir tidigast könsmogna efter två år men de parar sig först när de har lämnad föräldrarnas flock.